# Hundemarkt (Hannover)
Der Hundemarkt in Hannover war ein Mitte des 18. Jahrhunderts bei der unter dem Bürgermeister Christian Ulrich Grupen angelegter kleiner Platzraum, der den Mittelpunkt des neuen Stadtviertels bildete und zugleich als dessen Marktplatz fungieren sollte. Der Platz war zugleich Kreuzung der Straßenzüge Braunschweiger Straße und Große Aegidienstraße.
Am Hundemarkt, Große Aegidienstraße 15, war durch die eine Stiftung des Kaufmanns Ernst Christoph Böttcher das Schullehrer-Seminar zu Hannover errichtet worden.
In der Mitte des Platzes fand sich die als Steinkreis gebildete sogenannte „Erfurter Glocke.“
Nach Fertigstellung des Areals erwies sich die Anlage jedoch für die Abhaltung von Märkten als ungeeignet, weshalb der Platz anfangs sowohl volkstümlich wie auch spöttisch den Namen Hundemarkt erhielt. Nach der Überlieferung soll der Platz jedoch nach den Marktfrauen benannt sein, die mit ihren kleinen, von Hunden gezogenen kleinen Wagen in die Stadt kamen und ihre Wagen dann in einer Ecke des Platzes abstellten.
An der Südostecke des Hundemarktes wurde ab 1751 auf drei von dem Kaufmann und Stifter Ernst Christoph Böttcher erworbenen Bauplätzen das erste Schullehrerseminar sowie eine Seminarienschule errichtet.
Ähnlich wie die gesamte Aegidienneustadt wurde auch der Hundemarkt durch die Luftangriffe auf Hannover im Zweiten Weltkrieg sowie durch den Durchbruch der seinerzeitigen Friedrichsstraße weitgehend zerstört. 1952 wurde der Platz amtlich aufgehoben.